# صفحه مغناطیسی درایو دیسک سخت

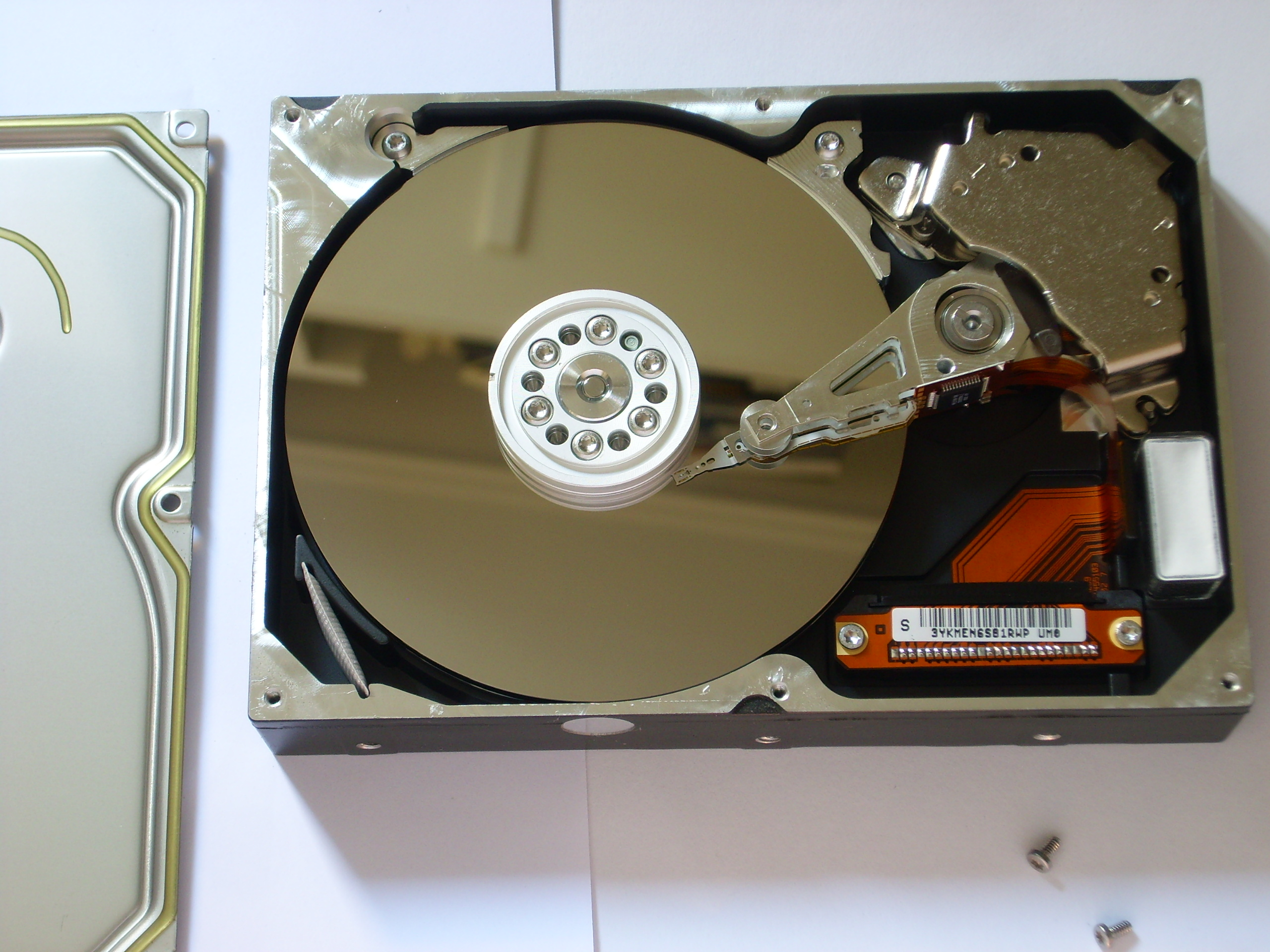
هارد دیسک درایو به همراه صفحه مغناطیسی

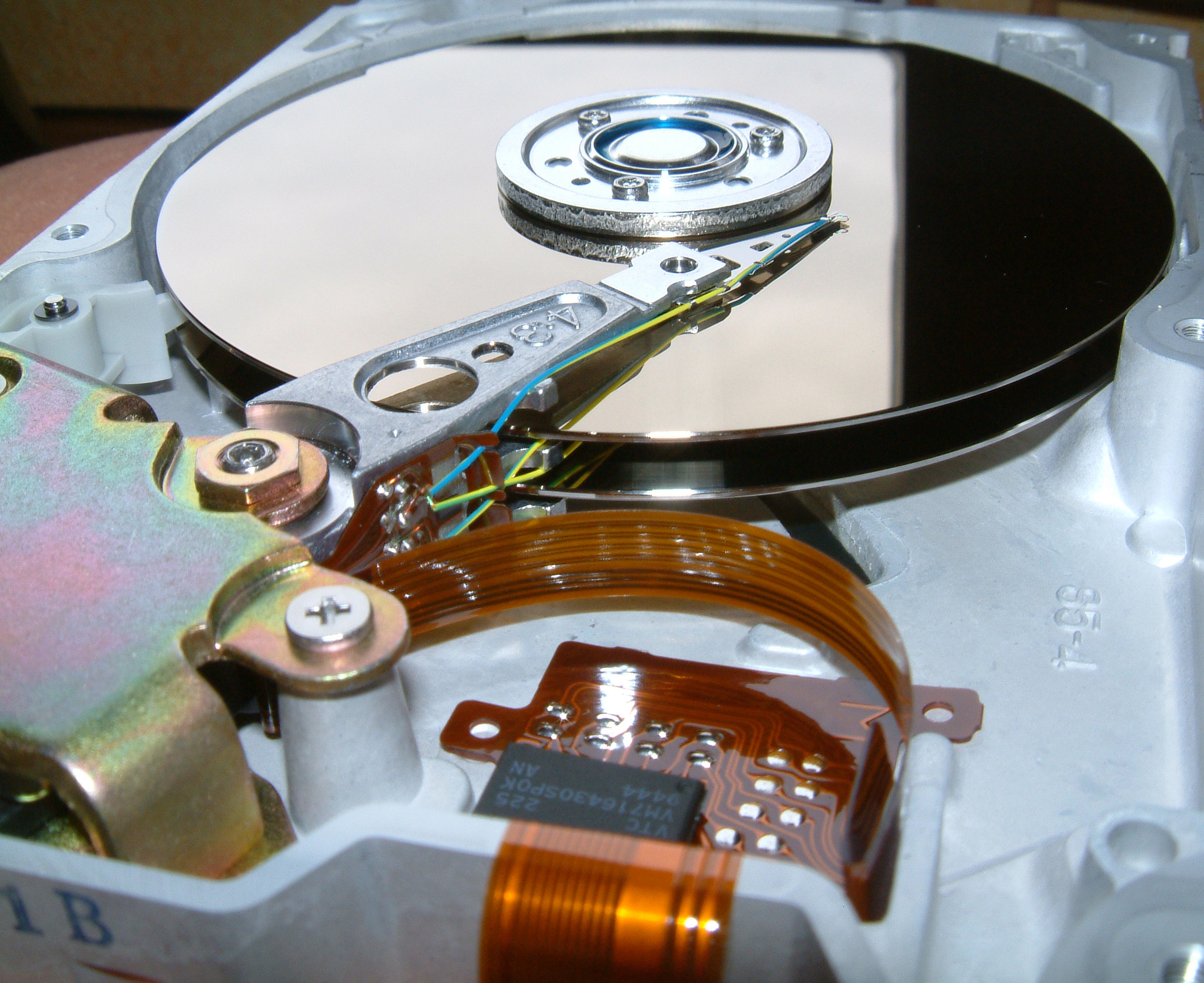
نمای داخلی یک هارد دیسک درایو

صفحه مغناطیسی هارد دیسک درایو (یا درایو دیسک سخت) دیسکی دایره‌ای است که داده‌های مغناطیسی یک هارد دیسک روی آن ذخیره می شود. ماهیت سفت و سخت صفحات مغناطیسی داخل هارد دیسک ها همان چیزی است که باعث نام گذاری آنها به این شکل شده است. (بر خلاف مواد انعطاف پذیری که برای ساخت فلاپی دیسک استفاده می شود). هارد دیسک ها معمولا دارای صفحات متعددی هستند که همگی روی یک اسپیندل نصب می شوند. یک صفحه مغناطیسی می تواند اطلاعات را در هر دو طرف ذخیره کند، که این امر نیازمند دو سر برای هر صفحه مغناطیسی می باشد.

## طراحی
سطح هر صفحه مغناطیسی به نواحی مغناطیسی کوچکی در اندازه میکرومتر تقسیم می‌شود که هر کدام برای نشان دادن یک واحد باینری از اطلاعات استفاده می‌شوند. یک ناحیه مغناطیسی معمولی در یک صفحه مغناطیسی (در سال 2006) حدود 200 تا 250 نانومتر عرض (در جهت شعاعی صفحه مغناطیسی) و حدود 25 تا 30 نانومتر در جهت پایین (جهت عمود بر صفحه مغناطیسی) امتداد دارد، که حدود 100 میلیارد بیت بر هر اینچ مربع از سطح دیسک (15.5 گیگابیت/ سانتی متر مربع) را در بر می گیرد. ماده تشکیل دهنده لایه میانی مغناطیسی معمولاً یک آلیاژ مبتنی بر فلز کبالت است. در هارد دیسک های امروزی، هر یک از این مناطق مغناطیسی از چندصد دانه مغناطیسی تشکیل شده اند؛ این دانه ها مواد پایه ای هستند که دارای خاصیت مغناطیسی می شوند و به طور کلی، هر ناحیه مغناطیسی به صورت جداگانه دارای خاصیت مغناطیسی خواهد شد.
یکی از دلایلی که دانه های مغناطیسی در جهت خلاف محیط مغناطیسی پیوسته استفاده می شوند این است که فضای مورد نیاز برای یک ناحیه مغناطیسی را کاهش می دهند. در مواد مغناطیسی پیوسته، سازنده هایی به نام خوشه های نیل تمایل به ظاهر شدن دارند. این خوشه ها، دارای خاصیت مغناطیسی مخالف یکدیگر هستند و به همان دلیلی تشکیل می شوند که قطب های همنام آهنرباهای میله ای در جهت مخالف یکدیگر قرار می گیرند. این امر مشکلاتی را ایجاد می‌کند زیرا خوشه های مغناطیسی، میدان مغناطیسی یکدیگر را خنثی می‌کنند، به طوری که در مرزهای این نواحی، انتقال از یک ناحیه به ناحیه دیگر در طول خوشه های نیل اتفاق می‌افتد. به این فاصله، عرض انتقال می گویند.

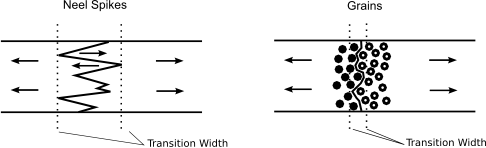
مقایسه عرض انتقال ناشی از خوشه های نیل در محیط پیوسته و محیط دانه ای، در مرز بین دو ناحیه مغناطیسی دارای خاصیت مغناطیسی مخالف.

دانه ها به حل این مشکل کمک می کنند زیرا هر دانه در تئوری یک دامنه مغناطیسی واحد است (البته در واقعیت همیشه اینگونه نیست). این بدان معنی است که دامنه های مغناطیسی نمی توانند رشد کنند یا منقبض شوند تا خوشه ها را تشکیل دهند و به همین دلیل عرض انتقال برابر قطر دانه ها خواهد بود. همین امر باعث می شود بسیاری از پیشرفت های هارد دیسک ها وابسته به کاهش اندازه دانه ها باشد.

## ساخت

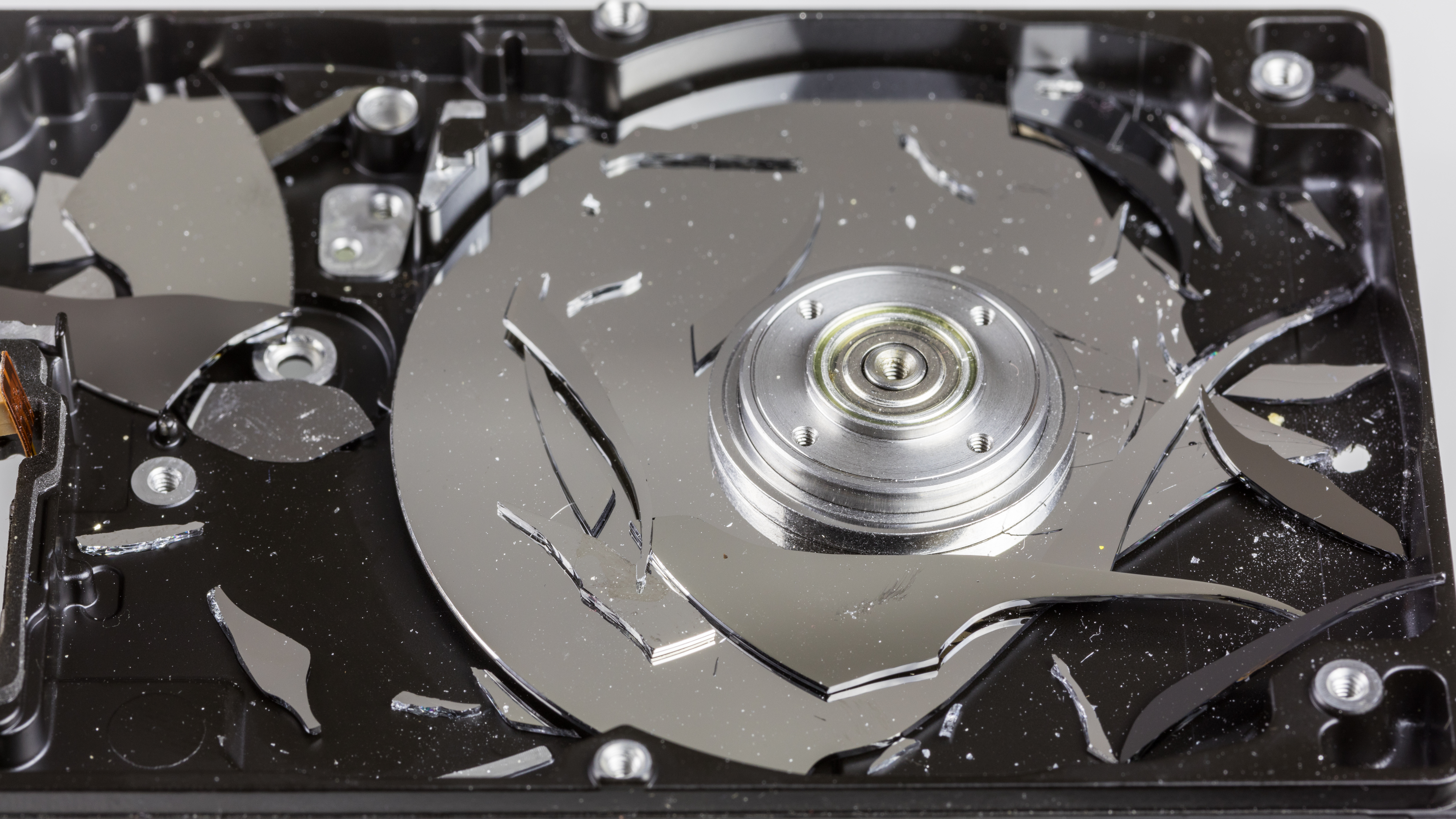
هارد دیسک تخریب شده، بشقاب شیشه ای قابل مشاهده است

صفحه های مغناطیسی معمولاً با استفاده از بسترهای آلومینیومی، شیشه ای یا سرامیکی ساخته می شوند. از سال 2015، صفحات هارد دیسک های لپ تاپ از شیشه ساخته می شوند، در حالی که صفحات آلومینیومی اغلب در رایانه های رومیزی یافت می شوند.   در تولید هارد دیسک، یک پوشش نازک در هر دو طرف زیرلایه رسوب می کند که عمدتاً توسط فرآیند رسوب‌گذاری خلاء به نام کندوپاش مگنترون انجام می‌شود. این پوشش دارای ساختار لایه ای پیچیده ای است که از آلیاژهای مختلف فلزی (عمدتا غیر مغناطیسی) به عنوان لایه های زیرین تشکیل شده است که برای کنترل جهت گیری بلورها و اندازه دانه های لایه رسانای مغناطیسی واقع در بالای آنها بهینه شده است. این ساختار، در واقع همان فیلم است که بیت های اطلاعات را ذخیره می کند. در بالای آن یک پوشش محافظ مبتنی بر کربن با همان فرآیند کندوپاش قرار می گیرد و در مراحل بعدی، یک لایه روان کننده پلیمری در اندازه نانومتری با فرو بردن صفحه مغناطیسی در محلول حلال در بالای ساختار پراکنده شده رسوب می کند. پس از آن، ابتدا دیسک توسط فرآیندهای مختلف سفت می شود تا عیوب کوچک آن برطرف شود و سپس توسط یک حسگر ویژه که در بالای آن معلق است برای عدم وجود هرگونه ناهنجاری یا سایر نقص‌ها (اندازه بیت داده شده در بالا معیاری برای تشخیص هرگونه نقص قابل توجه است) بررسی می شود. در هارد دیسک، هد هارد (Disk read-and-write head) به صورت شعاعی بر روی سطح صفحات مغناطیسی در حال چرخش حرکت می کند تا داده ها را بخواند یا بنویسد. صافی بسیار زیاد، دوام و صیغلی بودن سطح از ویژگی های مورد نیاز یک صفحه مغناطیسی هارد دیسک است.
در سال 1990، شرکت توشیبا هارد دیسک MK1122FC را منتشر کرد. این هارد دیسک، اولین هارد دیسکی بود که از زیرلایه ای شیشه ای به عنوان جایگزینی برای آلیاژهای آلومینیوم، که در هارد دیسک های قدیمی تر استفاده می شدند، استفاده می کرد. این هارد دیسک در اصل برای لپ‌تاپ‌ها طراحی شده بود؛ چرا که مقاومت بیشتر زیرلایه های شیشه ای در برابر ضربه برای لپ‌تاپ‌ها مناسب تر بود.  در حدود سال 2000، دیگر تولیدکنندگان هارد دیسک نیز شروع به استفاده از صفحات مغناطیسی شیشه ای به جای صفحات مغناطیسی آلومینیومی کردند. زیرا صفحات شیشه ای مزایای بیشتری نسبت به صفحات آلومینیومی داشتند.    
در سال‌های 2006-2005، یک تغییر عمده در فناوری هارد دیسک درایو ها و دیسک‌ها/رسانه‌های مغناطیسی آغاز شد. در ابتدا، از مواد مغناطیسی درون صفحه‌ای برای ذخیره بیت ها استفاده می شد، اما اکنون این روش با ضبط عمودی جایگزین شده است.
دلیل این انتقال، افزایش روزافزون نیاز افراد به فضای ذخیره‌سازی بیشتر است. از آنجا که اطلاعات ذخیره شده با فناوری ضبط عمودی راه حل پایدارتری برای کاهش اندازه بیت ها ارائه می دهند، استفاده از این تکنولوژی به جای تکنولوژی های قدیمی تر می تواند به رفع این مشکل کمک کند. جهت دهی مغناطیسی عمود بر سطح دیسک تاثیرات عمده ای بر روی روکش دیسک، انتخاب مواد مغناطیسی و برخی از اجزای دیگر هارد دیسک (مانند هد و کانال الکترونیکی) دارد.

## همچنین ببینید
- ذخیره سازی داده رایانه
- درایو حالت جامد(SSD)
- فلاپی‌دیسک
- نوار مغناطیسی
- مدیریت حافظه